# HMS Impulsive (D11)
Le HMS Impulsive est un destroyer de classe I construit pour la Royal Navy à la fin des années 1930.

## Historique
Le HMS Impulsive est mis sur cale aux chantiers navals J. Samuel White le 9 mars 1936, il est lancé le 1er mars 1937 et mis en service le 29 janvier 1938.
En septembre 1939, le destroyer est déployé en Méditerranée avec Malte pour port d’attache, formant la 3e Flottille de destroyers. En 1940, il opère dans les eaux côtières de la Norvège pour poser des mines, et en mai, évacue 2 917 soldats en Angleterre lors de l'opération Dynamo.
À partir de 1941, le destroyer prend part aux convois de l'Arctique. Le 16 septembre 1942, il attaque et coule le sous-marin allemand U-457 en mer de Barents au nord-est de Mourmansk, en Russie.
En mai 1944, l'Impulsive participe aux entraînements en vue d'un débarquement des Alliés en Normandie. Le jour J, le destroyer fournit un appui d'artillerie aux troupes de débarquement avant de sécuriser la zone et les transports d'approvisionnement contre les attaques sous-marines. Après la fin de l'opération Neptune, le destroyer opère dans la Manche, assurant le trafic d'approvisionnement depuis Portsmouth contre les attaques des U-boote allemands.
Le 17 juin 1945, il est placé en réserve puis retiré du service. En 1946, l'Impulsive est vendu à la démolition, qui débute le 22 janvier 1946 à Sunderland, où le destroyer avait été remorqué.